# Orde de la Corona (Bèlgica)
L'Orde de la Corona (francès: Ordre de la Couronne; neerlandès: Kroonorde) és un orde del Regne de Bèlgica establerta el 15 d'octubre de 1897 pel rei Leopold II com a governant de l'Estat Lliure del Congo. Inicialment el seu objectiu era reconèixer les fites heroiques i distingir el servei realitzat al Congo (moltes accions posteriorment tindrien una gran controvèrsia). El 1908, l'orde passà a ser una condecoració nacional belga, inferior a l'orde de Leopold.
Actualment, l'orde de la Corona és atorgada pels serveis rendits a l'estat belga, especialment pel servei meritori en el funcionariat públic. L'orde de la Corona també és atorgat per les fites en els camps artístics, literaris o científics, o pels serveis comercials o industrials tant a Bèlgica com a l'Àfrica.
L'orde pot ser atorgat tant a belgues com a estrangers, i és sovint atorgat a personal militar o diplomàtic destinat a Bèlgica o que treballa en suport a Bèlgica. Durant la Segona Guerra Mundial va ser àmpliament autoritzada per recompensar el personal Aliat que ajudà a alliberar Bèlgica de les forces d'ocupació de l'Alemanya Nazi.
L'orde de la Corona és atorgada mitjançant un Reial Decret.

## Classes
L'orde de la Corona té 5 classes, a més de 2 "palmes" i 3 medalles:
- Gran Creu, que llueix la insígnia en una banda sobre l'espatlla dreta, a més de l'estrella a l'esquerra del pit
- Gran Oficial, que llueix l'estrella a l'esquerra del pit, i també pot lluir la insígnia penjant del coll
- Comandant, que llueix la insígnia penjant del coll
- Oficial, que llueix la insígnia penjant d'una cinta amb una roseta sobre el costat esquerre del pit
- Cavaller, que llueix la insígnia penjant d'una cinta sobre el costat esquerre del pit
- Palmes Daurades, que llueix unes palmes daurades penjant d'una cinta sobre el costat esquerre del pit
- Palmes Platejades, que llueix unes palmes platejades penjant d'una cinta sobre el costat esquerre del pit
- Medalla d'Or, que llueix la medalla penjant d'una cinta sobre el costat esquerre del pit
- Medalla de Plata, que llueix la medalla penjant d'una cinta sobre el costat esquerre del pit
- Medalla de Bronze, que llueix la medalla penjant d'una cinta sobre el costat esquerre del pit

## Insígnia
La Insígnia de l'orde és una Creu Maltesa esmaltada en blanc amb raigs que surten entre els braços, en plata per a la classe de cavaller i en or per a la resta de classes. A l'anvers del disc central hi ha una corona daurada sobre un fons en esmalt blau; al revers, el disc té el monograma del rei Leopold II sobre esmalt blau. La insígnia se sosté d'una corona de fulles de llorer i de roure en esmalt verd.
La Placa de la classe Gran Creu és una estrella de 5 puntes en plata, amb raigs daurats que surten entre els braços de l'estrella. Al centre hi ha l'anvers d'una creu de Comandant. La placa per a Gran Oficial és una asterisc maltès, amb raigs daurats entre els braços. Al centre hi ha l'anvers d'una creu d'oficial.
La Medalla és rodona, en versions d'or, plata o bronze, amb un suspensori en forma de corona reial. A l'anvers apareix una zona central, amb la corona reial sobreimpressionada. A l'anell que l'envolta apareix el lema del Congo Belga: Travail et Progrès (Treball i Progrés), i les darreres emissions de la medalla ja inclouen la versió neerlandesa Arbeid en Vooruitgang a la meitat inferior. Al revers apareix el monograma coronat de Leopold II amb una palma.
La cinta de l'orde és granat. Si l'orde ha estat concedit en circumstàncies especials, la cinta de les classes Oficial i Cavaller mostren les següents variacions:
- Espases Creuades quan és atorgat en temps de guerra (si l'orde va ser atorgat durant la Segona Guerra Mundial o durant la Guerra de Corea, una petita barra menciona el nom del conflicte).
- El galó té una estreta franja vertical daurada a les vores quan ha estat concedit per un acte de valentia especial;
- El galó té una franja vertical daurada quan és atorgat per un acte especialment meritori;
- S'afegeix una estrella daurada quan el receptor ha estat mencionat als despatxos a nivell nacional;
- S'afegeixen palmes platejades o daurades quan és atorgat en temps de guerra al personal militar.

La cinta de les palmes i les medalles té una petita vora blanca, així com una agulla que mostra una miniatura de la palma o la medalla.
La cinta de l'orde, quan es porta amb uniforme semi-formal és:
| Galons    | Galons          | Galons            | Galons            | Galons   |
| --------- | --------------- | ----------------- | ----------------- | -------- |
| Gran Creu | Gran Oficial    | Comandant         | Oficial           | Cavaller |
|           | Palmes Daurades | Palmes Platejades |                   |          |
|           | Medalla d'Or    | Medalla de Plata  | Medalla de Bronze |          |

## Condicions per rebre-la

### Condicions actuals de recepció dels ordes nacionals belgues
Els ordes nacionals són atorgats mitjançant un Reial Decret en dates fixades: el 8 d'abril (aniversari del rei Albert I), el 15 de novembre (Festa del Rei) i, en alguns casos, el 21 de juliol (Dia Nacional Belga), per tal de recompensar els serveis meritoris fets a benefici del Regne de Bèlgica, basant-se en la carrera i l'edat del receptor. Diversos reglaments governen la concessió dels Ordes Nacionals pels diversos ministeris. A més, els ordes nacionals poden ser atorgats pel Rei per fites especialment meritòries. Els Reials Decrets són publicats al diari oficial de Bèlgica, el Moniteur Belge.

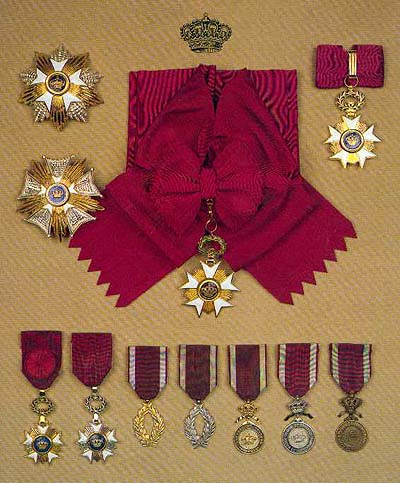
Superior Esquerra: Estrella de Gran Creu; meitat esquerra: Placa de Gran Oficial; Superior mig: Banda de Gran Creu, Superior dret: Creu de Comandat; part inferior, d'esquerra a dreta: creus d'Oficial, de Cavaller, Palmes d'Or, Palmes de Plata i Medalles d'Or, Plata i Bronze.

El ministre d'afers exteriors administra els ordes nacionals i té una funció de conseller en els casos que no s'ajustin als reglaments.
Per a la concessió dels Ordes Nacionals a les persones a les quals no s'aplica el reglament, o aquest ha estat adaptat, la quantitat de concessions està limitat anualment per decisió del Consell de Ministres.
Les classes dels Ordes Nacionals estan integrats en una "jerarquia combinada" definida per llei, motiu pel qual una classe de l'Orde de Leopold és superior a l'orde de la Corona, que alhora és superior a l'Orde de Leopold II. Llevat d'en alguns casos específics, hom no pot rebre un orde nacional a un nivell per sota del superior que el receptor ja tingui (per exemple, un oficial que esdevingui Comandant de l'orde de Leopold II per servei meritori personal al Rei abans d'esdevenir Cavaller de l'orde de Leopold, no pot rebre l'orde de Leopold en els rangs de Cavaller o Oficial).
Aquelles persones que siguin subjecte a un procediment criminal no poden rebre un orde nacional fins que no hagin estat declarades com a no culpables.

### Condicions de concessió al personal militar
L'Orde de la Corona pot ser atorgada al personal militar basant-se en el seu temps de servei (amb els anys d'entrenament comptant només la meitat):
- Gran Oficial: atorgat després de 38 anys de servei meritori a un oficial general, amb rang mínim de tinent general.
- Comandant: atorgat després de 32 anys de servei meritori a un oficial de camp, amb rang mínim de coronel.
- Oficial: atorgat després de 25 anys de servei meritori a un oficial, amb rang mínim de capità.
- Cavaller: atorgat després de 15 anys de servei meritori a un oficial, o després de 35 anys de servei meritori a un sots-oficial
- Palmes Daurades: atorgat després de 25 anys de servei meritori a un sots-oficial, o després de 35 anys de servei meritori com a soldat ras o caporal.

Per a les concessions al personal militar no hi ha cap requeriment d'edat mínima.

### Condicions de concessió per al Servei Civil Longeu
Les Palmes o les Medalles de l'orde de la Corona poden ser atorgades als treballadors del servei privat o als empleats contractats pel sector públic, així com a diversos empleats del servei públic, com els supervisors de presons, els uixers dels tribunals, els burgmestres, els oficials de policia o els membres dels consells municipals.
- Palmes Daurades: atorgades després de 45 anys d'activitat professional o, en el moment del retir després d'haver treballat un mínim de 40 anys.
- Medalla d'Or: atorgada després de 35 anys d'activitat professional.

A més, la Medalla d'Or, les Palmes de Plata i les Palmes d'Or són atorgades als presidents, secretaris i membres dels comitès de director de les organitzacions de comerç representatives, com els sindicats de comerç basant-se en el nombre de membres de l'organització, el temps de permanència en el comitè, etc.
La Creu de Cavaller de l'orde de la Corona és atorgada als membres dels comitès nacionals i provincials per a la promoció del treball que tinguin un mínim de 42 anys i després d'haver estat un mínim de 10 anys al comitè nacional o 20 anys al comitè provincial; i després de 30 anys de servei a les secretaries dels comitès provincials per a la promoció del treball a aquells que tinguin un mínim de 62 anys.
La medalla també pot ser atorgada sense el rígid criteri del "temps de servei" en cas d'una concessió basada en criteris individuals.
La medalla de bronze sembla que va ser atorgada principalment a treballadors caucasians del Congo Belga o de l'Estat Lliure del Congo per 11 anys de servei, a part d'un període (de duració desconeguda) en que també va ser emprada a Bèlgica per recompensar els bombers i els agents rurals als 40 anys de servei.